# 阿列河畔莫内泰
阿列河畔莫内泰（法語：Monétay-sur-Allier，法語發音：[mɔnetɛ syʁ alje]）是法国阿列省的一个市镇，属于穆兰区。

## 地理
阿列河畔莫内泰（46°22'52"N, 3°18'10"E）面积11.77 平方千米，位于法国奥弗涅-罗讷-阿尔卑斯大区阿列省，该省份为法国中部省份，北起涅夫勒省、西北接谢尔省，西南至克勒兹省，南至多姆山省，东南临卢瓦尔省，东临索恩-卢瓦尔省。
与阿列河畔莫内泰接壤的市镇（或旧市镇、城区）包括：沙泰勒德讷夫尔、孔蒂尼、欧特里沃堡、梅亚尔、波旁地区韦尔讷伊。

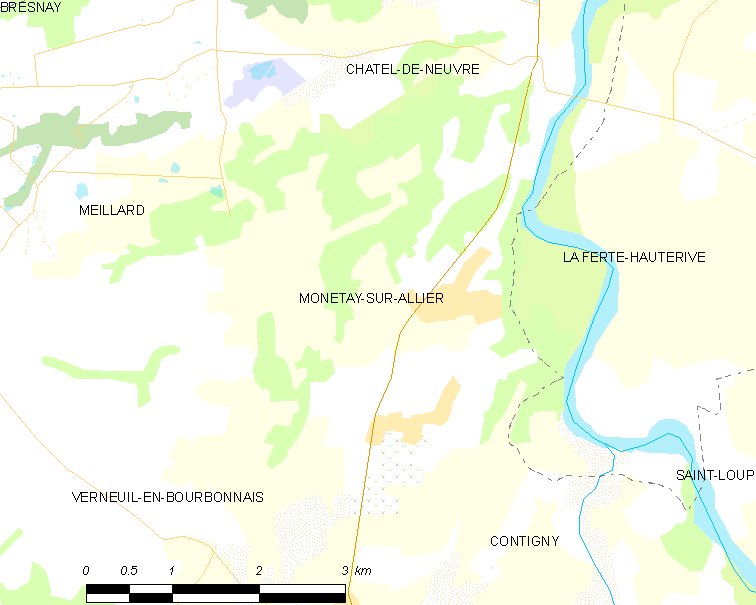
阿列河畔莫内泰的OSM定位图

阿列河畔莫内泰的时区为UTC+01:00、UTC+02:00（夏令时）。

## 行政
阿列河畔莫内泰的邮政编码为03500，INSEE市镇编码为03176。

## 政治
阿列河畔莫内泰所属的省级选区为苏维尼县。

## 人口

1962-2008年间阿列河畔莫内泰人口变化图示

阿列河畔莫内泰于2022年1月1日时的人口数量为538人。